# Edwin Earle Honey
Edwin Earle Honey (ur. 2 maja 1891 w Illinois,  zm. 31 października 1956) – amerykański mykolog i fitopatolog.
W 1916 r. Honey uzyskał dyplom z fitopatologii na Uniwersytecie Cornella. W tym samym roku został też członkiem Sigma Xi (ΣΞ), międzynarodowego honorowego stowarzyszenia naukowców z różnych dziedzin nauki lub inżynierii. Był żonaty najpierw z Mary Luella Trowbridge, a później z panią Ruth R. Honey. W 1920 r. Honey zamieszkał w Champaign w stanie Illinois, a w 1935 r. w Madison w stanie Wisconsin. Przez pewien czas mieszkał również w Shorewood, Wisconsin, Filadelfii  i stanie Nowy Jork. Począwszy od 1948 r. aż do śmierci w 1956 r., Honey był fitopatologiem na Uniwersytecie Stanu Pensylwania. Został pochowany w Center County Memorial Park w State College w Pensylwanii.
W 1936 r. opisał grzyba i patogen roślinny Monilinia azaleae, który pasożytuje na roślinach z rodzin różowatych Rosaceae i wrzosowatych Ericaceae. W naukowych nazwach opisanych przez niego taksonów dodawany jest jego nazwisko Honey.